# Route européenne 013
Ne doit pas être confondu avec la route européenne 13, située au Royaume-Uni.
Pour les articles homonymes, voir E013.
La route européenne 013 (E013) est une route du Kazakhstan reliant Sary-Osek à Koktal (en).